# RC Haïtien
Racing Club Haïtien – haitański klub piłkarski z siedzibą w mieście Port-au-Prince, stolicy państwa.

## Osiągnięcia
- Mistrz Haiti (11): 1938, 1941, 1946, 1947, 1954, 1958, 1962, 1969, 1996, 2000, 2001/2002 Clôture
- Puchar Haiti (Coupe d'Haïti) (2): 1941, 1944
- Puchar Mistrzów CONCACAF: 1963

## Historia
Racing jest rekordzistą jeśli chodzi o liczbę tytułów mistrza Haiti. Klub ma na swym koncie także zwycięstwo w Pucharze Mistrzów CONCACAF.